# Florent Serra
Florent Serra (Bordeaux, 1981. február 28. –) francia hivatásos teniszező. Eddigi pályafutása során két ATP-tornát nyert meg.

## ATP-döntői

### Egyéni

#### Győzelmei (2)
| Összesítés                                            | Összesítés |
| ----------------------------------------------------- | ---------- |
| Grand Slam-torna                                      | (0)        |
| ATP World Tour Masters 1000 / ATP Masters Series      | (0)        |
| ATP World Tour 500 Series / International Series Gold | (0)        |
| ATP World Tour 250 Series / International Series      | (2)        |
| ATP World Tour Finals / Tennis Masters Cup            | (0)        |

|   | Dátum                | Torna                                            | Borítás | Ellenfél a döntőben | Eredmény a döntőben |
| 1 | 2005. szeptember 19. | BCR Open Romania, Bukarest                       | Salak   | Igor Andrejev       | 6-3, 6-4            |
| 2 | 2006. január 9.      | Next Generation Adelaide International, Adelaide | Kemény  | Xavier Malisse      | 6-3, 6-4            |

#### Elvesztett döntői (1)
|   | Dátum             | Torna                            | Borítás | Ellenfél a döntőben | Eredmény a döntőben |
| 1 | 2009. április 12. | Grand Prix Hassan II, Casablanca | Salak   | Juan Carlos Ferrero | 4-6, 5-7            |

### Páros

#### Elvesztett döntői (1)
|   | Dátum            | Torna                              | Borítás | Partner      | Ellenfelek a döntőben           | Eredmény a döntőben |
| 1 | 2007. július 16. | Allianz Suisse Open Gstaad, Gstaad | Salak   | Marc Gicquel | František Čermák / Pavel Vízner | 5-7, 7-5, 7-10      |